# مطار كارديف الدولي
مطار كارديف الدولي هو مطار دولي يقع علي بعد 19 كم من وسط مدينة كارديف وهو يخدم تقريبا 25,864 طائرة و1,019,545 راكبا سنويا وهو واحد من أصل 2,000 مطار في المملكة المتحدة وكان يخدم 14 شركة طيران جوي من المملكة المتحدة والولايات المتحدة وهولندا وإسبانيا وجمهورية أيرلندا ومدرجه طوله 2 كم و392 م و7 قدم و848 ياردة